# Kalimantan du Nord
Le Kalimantan du Nord (en indonésien Kalimantan Utara) est une province d'Indonésie située dans la partie indonésienne de l'île de Bornéo. Elle est limitée au sud par celle de Kalimantan oriental, à l'est par le détroit de Makassar (par lequel passe la ligne Wallace), au nord par la frontière avec la Malaisie (État de Sabah) et à l'ouest par la frontière avec la Malaisie (État de Sarawak) et la province de Kalimantan central. Sa capitale est Tanjung Selor.
Le Kalimantan du Nord a été créé le 25 octobre 2012 par séparation d'avec le Kalimantan oriental. Elle était la plus jeune province indonésienne jusqu'au redécoupage administratif de la Papouasie Indonésienne en 2022. Sa superficie est de 75 467,70 km2. Sa population était de 747 415 en 2023.

## Divisions administratives
Kalimantan oriental est divisée en quatre kabupaten et une kota :
| Nom         | Superficie(km2) | Population (estimation 2005) | Population (estimation 2013) | Chef-lieu     |
| ----------- | --------------- | ---------------------------- | ---------------------------- | ------------- |
| Bulungan    | 13 181.92       | 135 915                      | 153 322                      | Tanjung Selor |
| Malinau     | 40 088.38       | 49 517                       | 82 460                       | Malinau       |
| Nunukan     | 14 247.50       | 109 773                      | 181 567                      | Nunukan       |
| Tana Tidung | 4 058.70        | 22 503                       | 30 841                       | Tideng Pale   |
| Tarakan     | 250.80          | 155 716                      | 289 973                      | Tarakan       |
| Total       |                 | 473 424                      | 738 163                      | Tanjung Selor |

## Histoire

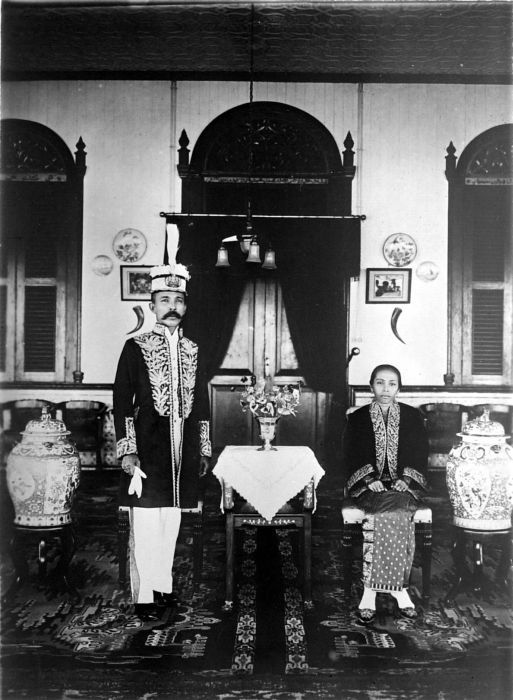
Le sultan de Bulungan et son épouse (vers 1940).

Jusque vers 1900, la souveraineté néerlandaise sur l’est de Bornéo était théorique. Cette année-là, le gouvernement des Pays-Bas autorise le gouvernement colonial à intervenir directement dans les affaires des États princiers de la région. Les Hollandais leur imposent notamment de leur transférer le contrôle du commerce extérieur, qui était leur principale source de revenus. Jusqu’alors et depuis le XVIIe siècle, l’est de Bornéo avait été colonisé par des marchands bugis et plus au nord, des marchands originaires de l’archipel de Sulu dans le sud des Philippines. Vers 1900, cette influence bugis et de Sulu avait été largement réduite par les campagnes des différentes puissances coloniales européennes contre les réseaux marchands indigènes.

## Démographie

### Religion
|                | Quantité | %      |
| -------------- | -------- | ------ |
| Islam          | 548 332  | 73,36% |
| Protestantisme | 145 262  | 19,44% |
| Catholicisme   | 49 208   | 6,58%  |
| Bouddhisme     | 4 038    | 0,54%  |
| Autres         | 575      | 0,08%  |

## Le territoire de  Kalimantan oriental

La république des États-Unis d'Indonésie, 14 décembre 1949-17 août 1950 (en rouge, la république d'Indonésie proprement dite).

Le 27 août 1947 est créé, à l'instigation des Hollandais, le Daerah Siak Besar (« territoire du Grand Siak »), renommé Federasi Kalimantan Timur (« fédération du Kalimantan oriental ») le 4 février 1948. Le territoire rejoint la république des États-Unis d'Indonésie formée le 14 décembre 1949. Il est incorporé à la République d'Indonésie le 24 avril 1950.

## Environnement
Le parc national de Kayan Mentarang, d'une superficie de 1 360 050 hectares, est à cheval sur les kabupaten de Bulungan et de Malinau.

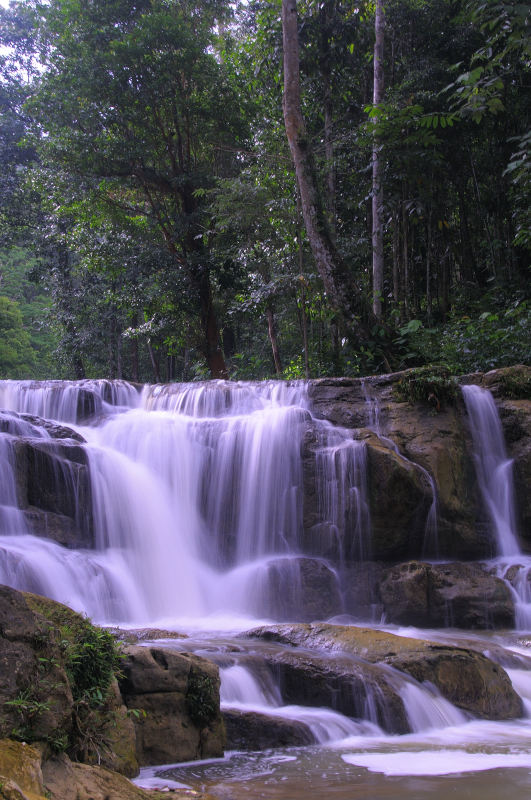
Chute d'eau près de Tanjung Selor.